# Sechstagerennen von Herning
Das Sechstagerennen von Herning war ein Wettbewerb im Bahnradsport in der dänischen Stadt Herning. Das Sechstagerennen wurde im Februar 1974 zum ersten Mal veranstaltet und fand bis 1998 statt. Es hatte vierzehn Ausgaben.

## Geschichte
Das Sechstagerennen fand in der Halle B des Messecenters Herning auf einer Holzbahn statt, die jeweils für das Rennen eingebaut wurde. Die Halle bot Platz für 5000 Zuschauer.

## Palmarès
| Jahr                        | Sieger                          |
| --------------------------- | ------------------------------- |
| 1974                        | Leo Duyndam – Ole Ritter        |
| 1975                        | Leo Duyndam – Ole Ritter        |
| 1976                        | Albert Fritz – Wilfried Peffgen |
| 1977                        | Gert Frank – René Pijnen        |
| 1978                        | Donald Allan – Danny Clark      |
| 1979                        | Gert Frank – René Pijnen        |
| 1980                        | Gert Frank – Patrick Sercu      |
| 1981                        | Gert Frank – Hans-Henrik Ørsted |
| 1982                        | Donald Allan – Danny Clark      |
| 1983                        | Gert Frank – Hans-Henrik Ørsted |
| 1984–1994 nicht ausgetragen |                                 |
| 1995                        | Jimmi Madsen – Jens Veggerby    |
| 1996                        | Silvio Martinello – Bjarne Riis |
| 1997                        | Jimmi Madsen – Jens Veggerby    |
| 1998                        | Kurt Betschart – Bruno Risi     |